# Philodendron scottmorianum
Philodendron scottmorianum är en kallaväxtart som beskrevs av Thomas Bernard Croat och Moonen. Philodendron scottmorianum ingår i släktet Philodendron och familjen kallaväxter.
Artens utbredningsområde är Franska Guyana. Inga underarter finns listade.